# Italie aux Jeux olympiques d'hiver de 2018
L'Italie participe aux Jeux olympiques d'hiver de 2018 à Pyeongchang en Corée du Sud du 9 au 25 février 2018. Il s'agit de sa vingt-troisième participation à des Jeux d'hiver.

## Participation
Aux Jeux olympiques d'hiver de 2018, les athlètes de l'équipe d'Italie participent aux épreuves suivantes : 
| Sport                                | Hommes | Femmes | Total |
| ------------------------------------ | ------ | ------ | ----- |
| Ski alpin                            | 11     | 9      | 20    |
| Biathlon                             | 5      | 6      | 11    |
| Bobsleigh                            | 4      | 0      | 4     |
| Ski de fond                          | 8      | 7      | 15    |
| Curling                              | 5      | 0      | 5     |
| Patinage artistique                  | 5      | 6      | 11    |
| Ski acrobatique                      | 2      | 2      | 4     |
| Luge                                 | 7      | 2      | 9     |
| Combiné nordique                     | 4      | 0      | 4     |
| Patinage de vitesse sur piste courte | 2      | 5      | 7     |
| Skeleton                             | 1      | 0      | 1     |
| Saut à ski                           | 4      | 4      | 8     |
| Snowboard                            | 9      | 5      | 14    |
| Patinage de vitesse                  | 6      | 3      | 9     |
| Total                                | 73     | 49     | 122   |

## Récompenses

### Médailles
| Sport                   | Discipline           | Athlète(s)                                                     | Performance     | Date       |
| Médailles d'or : 3      |                      |                                                                |                 |            |
| Short-track             | 500 mètres femmes    | Arianna Fontana                                                | 42 s 569        | 13 février |
| Snowboard               | Cross femmes         | Michela Moioli                                                 | 1re             | 16 février |
| Ski alpin               | Descente femmes      | Sofia Goggia                                                   | 1 min 39 s 22   | 21 février |
| Médaille d’argent : 2   |                      |                                                                |                 |            |
| Ski de fond             | Sprint hommes        | Federico Pellegrino                                            | 3 min 7 s 09    | 13 février |
| Short-track             | Relais 3 000 mètres  | Arianna Fontana Lucia Peretti Cecilia Maffei Martina Valcepina | 4 min 15 s 901  | 20 février |
| Médailles de bronze : 5 |                      |                                                                |                 |            |
| Biathlon                | Sprint hommes        | Dominik Windisch                                               | 23 min 46 s 5   | 11 février |
| Biathlon                | Relais mixte         | Lisa Vittozzi Dorothea Wierer Lukas Hofer Dominik Windisch     | 1 h 9 min 1 s 2 | 20 février |
| Ski alpin               | Slalom géant dames   | Federica Brignone                                              | 2 min 20 s 48   | 15 février |
| Patinage de vitesse     | 10 000 mètres hommes | Nicola Tumolero                                                | 12 min 54 s 32  | 15 février |
| Short-track             | 1 000 mètres femmes  | Arianna Fontana                                                | 1 min 30 s 656  | 22 février |

| Jour     | Date       | Médaille d'or, Jeux olympiques | Médaille d'argent, Jeux olympiques | Médaille de bronze, Jeux olympiques | Total |
| -------- | ---------- | ------------------------------ | ---------------------------------- | ----------------------------------- | ----- |
| 1er jour | 8 février  | —                              | —                                  | —                                   | —     |
| 2e jour  | 9 février  | —                              | —                                  | —                                   | —     |
| 3e jour  | 10 février | 0                              | 0                                  | 0                                   | 0     |
| 4e jour  | 11 février | 0                              | 0                                  | 1                                   | 1     |
| 5e jour  | 12 février | 0                              | 0                                  | 0                                   | 0     |
| 6e jour  | 13 février | 1                              | 1                                  | 0                                   | 2     |
| 7e jour  | 14 février | 0                              | 0                                  | 0                                   | 0     |
| 8e jour  | 15 février | 0                              | 0                                  | 2                                   | 2     |
| 9e jour  | 16 février | 1                              | 0                                  | 0                                   | 1     |
| 10e jour | 17 février | 0                              | 0                                  | 0                                   | 0     |
| 11e jour | 18 février | 0                              | 0                                  | 0                                   | 0     |
| 12e jour | 19 février | 0                              | 0                                  | 0                                   | 0     |
| 13e jour | 20 février | 0                              | 1                                  | 1                                   | 2     |
| 14e jour | 21 février | 1                              | 0                                  | 0                                   | 1     |
| 15e jour | 22 février | 0                              | 0                                  | 1                                   | 1     |
| 16e jour | 23 février | 0                              | 0                                  | 0                                   | 0     |
| 17e jour | 24 février | 0                              | 0                                  | 0                                   | 0     |
| 18e jour | 25 février | 0                              | 0                                  | 0                                   | 0     |
| Total    | Total      | 3                              | 2                                  | 5                                   | 10    |

| Sport               | Médaille d'or, Jeux olympiques | Médaille d'argent, Jeux olympiques | Médaille de bronze, Jeux olympiques | Total |
| ------------------- | ------------------------------ | ---------------------------------- | ----------------------------------- | ----- |
| Short-track         | 1                              | 1                                  | 1                                   | 3     |
| Ski alpin           | 1                              | 0                                  | 1                                   | 2     |
| Snowboard           | 1                              | 0                                  | 0                                   | 1     |
| Ski de fond         | 0                              | 1                                  | 0                                   | 1     |
| Biathlon            | 0                              | 0                                  | 2                                   | 2     |
| Patinage de vitesse | 0                              | 0                                  | 1                                   | 1     |